# Victor Saville
Victor Saville (25 de septiembre de 1895 – 8 de mayo de 1979) fue un director de cine, productor y guionista inglés. Dirigió 39 películas entre 1927 y 1954. También produjo 36 películas entre 1923 y 1962.

## Biografía
Su primera película fue Woman to Woman, que coprodujo con Michael Balcon. Luego dirigió The Arcadians (1927). En 1929 él y Michael Balcon volvieron a trabajar  juntos en un remake de Woman to Woman para Gainsborough Pictures.
Desde 1931 Victor Saville produjo una serie de comedias, musicales y dramas para Gainsborough y Gaumont, incluyendo las populares películas de Jessie Matthews. En 1937 fundó su propia compañía, Victor Saville Productions, e hizo tres películas para Alexander Korda.
Como productor independiente adquirió los derechos de la novela de A. J. Cronin La ciudadela, y luego se los vendió a Metro-Goldwyn-Mayer a cambio de la posibilidad de producir la película y otra de gran presupuesto, Adiós, Mr. Chips (1939). Dichas películas, ambas protagonizadas por Robert Donat, fueron un éxito en los EE. UU., proporcionando a Saville un pasaporte a Hollywood.
Cuando estalló la guerra en Europa Saville tuvo la suerte de hallarse en América y le aconsejaron permanecer allí, produciendo películas para apoyar el esfuerzo bélico: The Mortal Storm y Forever and a Day (en la que trabajó por última vez con su estrella Jessie Matthews).
Después de la guerra continuó dirigiendo películas para MGM, pero finalmente regresó a Gran Bretaña. Allí adquirió los derechos para llevar al cine el personaje del escritor Mickey Spillane, el duro detective Mike Hammer.

## Filmografía seleccionada
| Año  | Película                   | Director | Productor |
| ---- | -------------------------- | -------- | --------- |
| 1927 | A Woman in Pawn            | No       | Sí        |
| 1927 | The Glad Eye               | No       | Sí        |
| 1927 | Roses of Picardy           | No       | Sí        |
| 1927 | The Arcadians              | Sí       | Sí        |
| 1927 | The Flight Commander       | No       | Sí        |
| 1928 | Tesha                      |          |           |
| 1929 | Kitty                      |          |           |
| 1929 | Woman to Woman             | Sí       | Sí        |
| 1930 | The W Plan                 | Sí       | Sí        |
| 1930 | A Warm Corner              | Sí       |           |
| 1931 | The Sport of Kings         |          |           |
| 1931 | Sol Susie                  |          |           |
| 1931 | Michael and Mary           | Sí       |           |
| 1931 | Hindle Wakes               | Sí       |           |
| 1932 | Love on Wheels             |          |           |
| 1932 | Faithful Hearts            |          |           |
| 1933 | The Good Companions        | Sí       |           |
| 1933 | I Was a Spy                | Sí       |           |
| 1933 | Friday the Thirteenth      | Sí       |           |
| 1934 | Evergreen                  | Sí       |           |
| 1934 | Evensong                   |          |           |
| 1934 | The Iron Duke              |          |           |
| 1935 | First a Girl (1935)        | Sí       |           |
| 1935 | Loves of a Dictator        |          |           |
| 1937 | Dark Journey               | Sí       |           |
| 1937 | Storm in a Teacup          | Sí       |           |
| 1938 | La ciudadela               | No       | Sí        |
| 1938 | South Riding               | Sí       |           |
| 1939 | Adiós, Señor Chips         | Sí       |           |
| 1940 | Bitter Sweet               | No       | Sí        |
| 1941 | Un rostro de mujer         | No       | Sí        |
| 1943 | Bajo sospecha              | No       | Sí        |
| 1943 | Forever and a Day          | Sí       |           |
| 1945 | Esta noche y cada noche    | Sí       |           |
| 1946 | The Green Years            | No       | Sí        |
| 1947 | Green Dolphin Street       | Sí       | No        |
| 1949 | Conspirator                | Sí       |           |
| 1950 | Kim                        | Sí       |           |
| 1952 | 24 timer af en kvindes liv | Sí       | No        |
| 1953 | I, the Jury                | No       | Sí        |
| 1954 | The Long Wait              | Sí       |           |
| 1954 | El cáliz de plata          | Sí       | Sí        |

## Premios y distinciones
Premios Óscar
| Año  | Categoría      | Película     | Resultado |
| ---- | -------------- | ------------ | --------- |
| 1939 | Mejor película | La ciudadela | Nominada  |